# گونتر شوماخر
گونتر شوماخر (ایتالیایی: Günther Schumacher؛ زادهٔ ۲۷ ژوئیهٔ ۱۹۴۹) دوچرخه‌سوار اهل آلمان است.
وی همچنین برندهٔ جوایزی همچون برگ بوی نقره‌ای شده‌است.
وی در مسابقات کشوری و بین‌المللی در مجموع برندهٔ ۲ مدال طلا شده‌است.